# Шелестов, Владимир Степанович
Влади́мир Степа́нович Ше́лестов (укр. Володимир Степанович Шелестов; 24 января 1924, Елисаветград — 22 июня 1994, Харьков) — советский и украинский учёный-правовед, специалист в области хозяйственного права. Участник Великой Отечественной войны, капитан юстиции. Доктор юридических наук (1969), профессор (1969), член-корреспондент Академии правовых наук Украины (1993). Был заведующим кафедрами колхозного, земельного права и правовой охраны природы (1969—1979) и сельскохозяйственного права (1979—1991). Заслуженный работник народного образования УССР (1991) и лауреат Государственной премии Украинской ССР в области науки и техники (1984).

## Биография
Владимир Шелестов родился 27 января 1924 года в Елисаветграде (ныне Кропивницкий Кировоградской области Украины). С июня 1941 года по 26 декабря 1946 года служил в рядах Красной армии, принимал участие в боях Великой Отечественной войны. Окончил службу в звании капитана юстиции. 19 июля 1943 года в звании лейтенанта медицинской службы, был награждён медалью «За отвагу», а 14 августа того же года, уже в звании старшего лейтенанта был награждён второй медалью «За отвагу». 9 мая 1945 года удостоен медали «За победу над Германией в Великой Отечественной войне 1941—1945 гг.», а 13 августа — ордена Красной звезды. 6 апреля 1985 года был награждён орденом Отечественной войны I степени.
После демобилизации учился в Харьковском юридическом институте, который окончил в 1951 году. Его институтскими учителями были профессора Соломон Вильнянский и Михаил Гордон. Получив высшее юридическое образование два года проработал помощником прокурора города Кировограда (ныне — Кропивницкий). Затем вернулся в альма-матер, где некоторое время руководил работой её заочного отделения. Одновременно с административной занимался преподавательской деятельностью, сначала был ассистентом, а затем доцентом и старшим научным сотрудником на объединённой кафедре гражданского права и процесса. В 1956 году он защитил диссертацию на соискание учёной степени кандидата юридических наук по теме «Борьба за количество поставляемой продукции народного потребления по советскому гражданскому праву».
В 1967 году в Харьковском юридическом институте Владимир Шелестов защитил диссертацию на соискание учёной степени доктора юридических наук по теме «Основные проблемы обеспечения качества продукции в хозяйственных договорах». С 1968 году исполнял обязанности профессора на кафедре гражданского права Харьковского юридического института, которая была создана в 1966 году вследствие реорганизации кафедры гражданского права и процесса. В 1969 году ему были присвоены учёная степень доктора наук и учёное звание профессора. В 1969 году в институте была реорганизована кафедра трудового, колхозного и земельного права, и было образовано несколько новых кафедр, среди которых была и кафедра колхозного, земельного права и правовой охраны природы. Заведующим этой кафедрой был назначен В. С. Шелестов. В 1979 году она была ещё раз реорганизована, из неё были образованы кафедра земельного права и правовой охраны природы и кафедра сельскохозяйственного и хозяйственного права, которую и продолжил возглавлять профессор Шелестов. В конце 1970-х годов по предложению коллектива кафедры возглавляемая Шелестовым на базе вуза был создан научно-исследовательский сектор, который занимался разработкой локальных правовых актов для ряда советских, а затем и украинских предприятий и ведомств.
Стал одним из основных авторов изданного в 1983—1984 году учебника «Советское гражданское право», за что, в 1984 году наряду с другими его авторами (В. П. Масловым, А. А. Пушкиным, В. К. Поповым, М. И. Бару, Ч. Н. Азимовым, Д. Ф. Швецовым и Ю. И. Зиоменко), был награждён Государственной премией Украинской ССР в области науки и техники. По состоянию на 1984 год был членом КПСС.
Будучи заведующим и профессором кафедры занимаясь подготовкой учёных-правоведов стал научным руководителем и консультантом для соискателей степеней кандидата и доктора юридических наук, среди которых были: Е. В. Бриных (1970), Е. Н. Васильченко (1995; научный руководитель совместно с А. М. Запорожцем), А. М. Запорожец (1976), В. Н. Корниенко (1992), Любчик В. П. (1973), Н. В. Погорецкая (1994), А. И. Полищук (1978), Р. Б. Прилуцкий (1988), А. П. Радчук (1993), З. Ф. Самчук (1994), Стативка А. Н. (1990), Таланов Ю. Н. (1985). Среди учёных у которых Шелестов выполнял функции официального оппонента на защите диссертации были: В. Н. Гайворонский (1971), С. И. Пирогова (1975), В. К. Попов (1983), А. А. Ромащенко (1978) и Р. Б. Шишка (1985).
Продолжал оставаться заведующим кафедрой сельскохозяйственного и хозяйственного права до 1991 года, а затем работал на ней профессором. 17 сентября того же года «за заслуги в развитии правоведения и подготовку высококвалифицированных юридических кадров» удостоен почётного звания Заслуженный работник народного образования Украинской ССР. В 1993 году Шелестов был избран членом-корреспондентом Академии правовых наук Украины. Владимир Степанович Шелестов скончался 22 июня 1994 года в Харькове.

## Научная деятельность и библиография
В сферу научных интересов Владимира Шелестова входили проблематика хозяйственных договоров и правовой статус субъектов хозяйственных отношений, поиск эффективных правовых средств обеспечения качества продукции производственно-технического назначения и товаров народного потребления. Шелестов считается одним из основоположников харьковской цивилистической школы и школы аграрного права Национального юридического университета.
Стал автором или соавтором около 60 научных трудов. Основными среди них были:
- «Правовые формы борьбы за качество товаров» (1960),
- «Хозяйственные договоры» (1965),
- «Правовые формы регламентации качества продукции» (1966),
- «Договор поставки и качество продукции» (1974),
- «Советское хозяйственное право» (1979),
- «Советское земельное право» (1981, в соавторстве),
- «Советское гражданское право» (1983/4, в соавторстве),
- «Советское колхозное право» (1989, в соавторстве).

Кроме того, в 1973 году был руководителем авторского коллектива работавшего над комментарием Примерного устава колхоза.